# Asahi Breweries
Asahi Breweries, Ltd. (アサヒビール株式会社?, Asahi Bīru Kabushiki Gaisha) (TYO: 2502) è la maggiore azienda giapponese nella produzione di birra e bibite con sede a Tokyo, in Giappone.

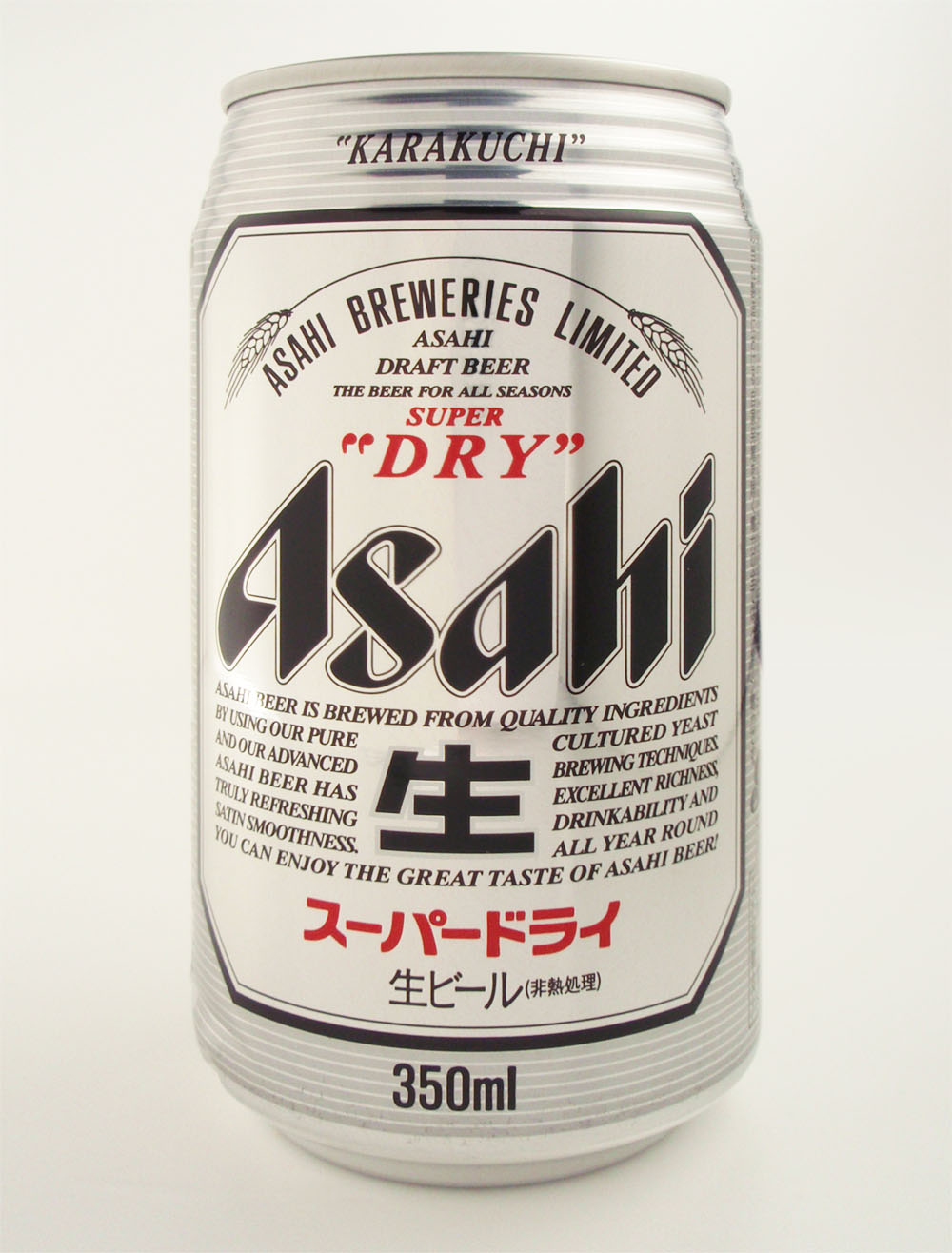
Una lattina di Asahi Super Dry

Nell'ottobre 2016 ha rilevato dalla Anheuser-Busch InBev, l'olandese Grolsch, l'italiana Peroni e l'inglese Meantime.
Ha acquisito anche nel dicembre 2016 stabilimenti della SABMiller in Polonia, Repubblica Ceca, Slovacchia, Ungheria e Romania per 7,8 miliardi di dollari.
Nell'accordo sono compresi marchi popolari di birra come Pilsner Urquell, Tyskie, Lech, Dreher (Kőbánya) e Ursus.
Il quartier generale della società è situato a Sumida, uno dei 23 quartieri speciali di Tokyo.

## Storia
La prima commercializzazione di questa birra risale al 1892, mentre la Osaka Beer Brewing Company (società che acquisì poi il birrificio) fu fondata 3 anni prima.
Dal 1957 fino ai tardi anni ottanta il prodotto più popolare era la Asahi Gold, ma l'introduzione della Asahi Super Dry nel 1987 ha reso quest'ultima il prodotto di punta dell'azienda.
Nel 1990 Asahi acquisisce una partecipazione del 19,9% nel colosso australiano Elders IXL, in seguito diventato il gruppo Foster e venduto a SABMiller. Nel 2009 rileva l'unità australiana di bevande Schweppes Australia. Sempre quell'anno acquisisce il 19,9% della fabbrica di birra Tsingtao da Anheuser-Busch InBev per 667 milioni di dollari. L'acquisizione fa di Asahi Breweries il secondo maggiore azionista di Tsingtao dietro al Tsingtao Brewery Group.
Nel luglio 2011 acquista la società di succhi di frutta neozelandese Charlie's e le divisioni acqua e succhi della società australiana di bevande P & N Beverages. Un mese più tardi, nell'agosto 2011, Asahi prende il controllo del Liquore Indipendente neozelandese, produttore di Vodka Cruiser e altre bevande alcoliche, per ¥ 97,6 miliardi. Nel maggio 2013 le sue attività in Nuova Zelanda si sono ampliate con l'acquisto della catena di supermercati Mill Liquorsave. Inoltre Asahi acquisisce i marchi e le attività australiane di Cricketers Arms (nel 2013) e Mountain Goat Brewery (nel 2015).
Nel 2016 la società acquisisce una serie di birrifici in Europa (tra cui l'italiana Peroni) in seguito alle dismissioni decise da Anheuser-Busch InBev per evitare problemi con l'Antitrust europeo nell'acquisto della società britannica SABMiller, diventando la principale azienda giapponese nella produzione di birra e bibite.
Nel 2017 Asahi ha venduto la partecipazione del 19,9% di Tsingtao Brewery per 937 milioni di dollari.